# Robert de Roye
Robert de Roye est un évêque d'Évreux du début du XIIIe siècle.

## Biographie
Pourvu du siège d'Évreux en 1202, après une vacance à la suite de la mort de Guérin de Cierrey, il est élu par le chapitre en 1203, suivant la notification faite par le roi de France Philippe Auguste après son entrée en possession d'Évreux.
Neveu de Barthélemy de Roye, un des plus influents conseillers de Philippe Auguste, cette élection peut être vue comme une dérogation au privilège accordé par Philippe Auguste au chapitre ébroïcien après le traité du Goulet et le rattachement d'Évreux au domaine royal. Yves Gallet voit l'appui d'une partie du chapitre à son implantation locale, Barthélémy de Roye étant marié à Perronnelle de Montfort, fille de Simon le Chauve, comte d'Évreux et d'Amicie de Leicester.
La date de sa mort est indéterminée mais doit être située au début de l'année 1203,.

## Armoiries
Robert portait : « de gueules à la bande d'argent. »